# Carrie Ingalls
Caroline Celestia Ingalls po mężu Swanzey, zwana i znana jako Carrie Ingalls (ur. 3 sierpnia 1870, zm. 2 czerwca 1946) – amerykańska pionierka, młodsza siostra pisarki Laury Ingalls Wilder, bohaterka jej cyklu powieściowego "Domek na prerii" i jego ekranizacji, pracownica lokalnej gazety.

## Życiorys

### Przodkowie
Zobacz: Drzewa genealogiczne
Carrie Ingalls była trzecim dzieckiem Charlesa i Caroline Ingallsów, wnuczką Lansforda Whitinga Ingallsa i Laury Louisy (Colby) Ingalls oraz Henry’ego Quinera i Charlotte (Tucker) Quiner.

### Dzieciństwo i młodość
Carrie Ingalls urodziła się w okresie, gdy jej rodzina zamieszkiwała na preriach Terytorium Indian (stan Kansas), w pobliżu miasteczka Independence. Gdy miała zaledwie kilka tygodni, jej rodzina przeniosła się w lasy stanu Wisconsin, w niedalekiej odległości od miasta Pepin i osady Lund. W 1874, Ingallsowie z córkami ruszyli w kolejną podróż i osiedli nad Śliwkowym Strumieniem (ang. Plum Creek), kilka mil od Walnut Grove w Minnesocie. Po kolejnych dwóch latach, przenieśli się do South Troy (Minnesota) i Burr Oak w Iowa, a w 1877 – powrócili do Walnut Grove, by w 1879 zamieszkać ostatecznie w De Smet na Terytorium Dakoty (dzisiejsza Dakota Południowa).
Po ukończeniu szkoły, pracowała dla lokalnej gazety w De Smet oraz w kilku większych, jak również, nauczała w szkole.

### Dorosłość

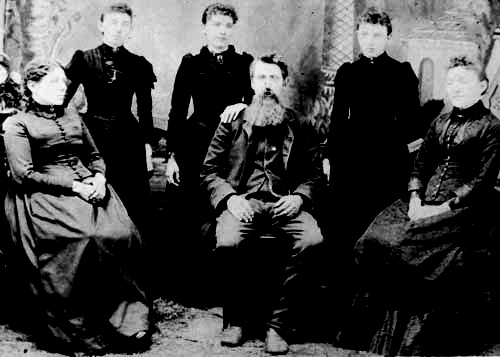
Carrie Ingalls (druga od lewej) z rodzicami i siostrami (od prawej : Mary, Grace i Laura)

Jak donosi w swoich książkach jej siostra, Carrie Ingalls była słabym i chorowitym dzieckiem, a następnie dorosłą osobą. Odziedziczywszy po ojcu zamiłowanie do podróży, zjeździła kraj, odwiedzając m.in. rodzinę i poszukując korzystnych warunków do życia. Była w Wisconsin, Minnesocie i u Laury w Missouri, przez pewien czas mieszkała w Boulder w Kolorado oraz w Wyoming, u kuzynostwa ze strony matki.
Kupiła działkę w Top Bar, gdzie poznała wdowca Davida N. Swanzeya z dwojgiem dzieci Mary (8 lat) i Haroldem (6 lat). Para wzięła ślub w roku 1912. Nigdy nie mieli wspólnych dzieci. Rodzina przeniosła się do Keystone w Dakocie Południowej.
Mąż Carrie – David Swanzey, miał swój udział w powstawaniu rzeźb w Górze Rushmore (był w grupie ludzi, którzy wskazali miejsce), a pasierb – Harold Swanzey, był wśród w niej rzeźbiących. Harold zginął w wypadku samochodowym w roku 1936. Mary Swanzey wyszła za mąż za Monroe Harrisa i mieli piętnaścioro dzieci. David Swanzey zmarł w kwietniu 1938 roku.
Po śmierci matki w roku 1924, Carrie pomagała w opiece nad najstarszą – niewidomą – siostrą; Mary Ingalls, która niespodziewanie zmarła w 1928, podczas odwiedzin u Carrie.
Carrie Ingalls była wielką zwolenniczką wydania wspomnień w postaci książek przez siostrę Laurę Ingalls Wilder i wspomagała ją w tym, dzieląc się własnymi.
Zmarła niespodziewanie na cukrzycę w wieku 75 lat i została pochowana na cmentarzu w De Smet.

## Drzewa genealogiczne
Przodkowie i krewni ze strony ojca: Drzewa genealogiczne
Przodkowie i krewni ze strony matki: Drzewa genealogiczne
|  |  |  |  |  |  |  |  |  |  |  |  |  |  |  |  |                          |                          |                          |                          |                          |                          |  |  |                           |                           |                             |                             |                             |                             |                             |                             |                            |                            |                            |                            |                            |                            |                             |                             |                             |                             |                             |                             |                            |                            |  |  |                           |                           |                           |                           |                           |                           |  |  |  |  |  |  |  |  |  |  |  |  |  |  |  |  |  |  |  |  |  |  |  |  |  |  |  |  |  |  |  |  |  |  |  |  |  |  |  |  |  |  |  |  |  |  |  |  |  |  |  |  |  |  |  |  |  |  |  |  |
|  |  |  |  |  |  |  |  |  |  |  |  |  |  |  |  |                          |                          |                          |                          |                          |                          |  |  |                           |                           | Charles Ingalls (1836–1902) | Charles Ingalls (1836–1902) | Charles Ingalls (1836–1902) | Charles Ingalls (1836–1902) | Charles Ingalls (1836–1902) | Charles Ingalls (1836–1902) |                            |                            |                            |                            |                            |                            | Caroline Quiner (1839–1924) | Caroline Quiner (1839–1924) | Caroline Quiner (1839–1924) | Caroline Quiner (1839–1924) | Caroline Quiner (1839–1924) | Caroline Quiner (1839–1924) |                            |                            |  |  |                           |                           |                           |                           |                           |                           |  |  |  |  |  |  |  |  |  |  |  |  |  |  |  |  |  |  |  |  |  |  |  |  |  |  |  |  |  |  |  |  |  |  |  |  |  |  |  |  |  |  |  |  |  |  |  |  |  |  |  |  |  |  |  |  |  |  |  |  |
|  |  |  |  |  |  |  |  |  |  |  |  |  |  |  |  |                          |                          |                          |                          |                          |                          |  |  |                           |                           | Charles Ingalls (1836–1902) | Charles Ingalls (1836–1902) | Charles Ingalls (1836–1902) | Charles Ingalls (1836–1902) | Charles Ingalls (1836–1902) | Charles Ingalls (1836–1902) |                            |                            |                            |                            |                            |                            | Caroline Quiner (1839–1924) | Caroline Quiner (1839–1924) | Caroline Quiner (1839–1924) | Caroline Quiner (1839–1924) | Caroline Quiner (1839–1924) | Caroline Quiner (1839–1924) |                            |                            |  |  |                           |                           |                           |                           |                           |                           |  |  |  |  |  |  |  |  |  |  |  |  |  |  |  |  |  |  |  |  |  |  |  |  |  |  |  |  |  |  |  |  |  |  |  |  |  |  |  |  |  |  |  |  |  |  |  |  |  |  |  |  |  |  |  |  |  |  |  |  |
|  |  |  |  |  |  |  |  |  |  |  |  |  |  |  |  |                          |                          |                          |                          |                          |                          |  |  |                           |                           |                             |                             |                             |                             |                             |                             |                            |                            |                            |                            |                            |                            |                             |                             |                             |                             |                             |                             |                            |                            |  |  |                           |                           |                           |                           |                           |                           |  |  |  |  |  |  |  |  |  |  |  |  |  |  |  |  |  |  |  |  |  |  |  |  |  |  |  |  |  |  |  |  |  |  |  |  |  |  |  |  |  |  |  |  |  |  |  |  |  |  |  |  |  |  |  |  |  |  |  |  |
|  |  |  |  |  |  |  |  |  |  |  |  |  |  |  |  |                          |                          |                          |                          |                          |                          |  |  |                           |                           |                             |                             |                             |                             |                             |                             |                            |                            |                            |                            |                            |                            |                             |                             |                             |                             |                             |                             |                            |                            |  |  |                           |                           |                           |                           |                           |                           |  |  |  |  |  |  |  |  |  |  |  |  |  |  |  |  |  |  |  |  |  |  |  |  |  |  |  |  |  |  |  |  |  |  |  |  |  |  |  |  |  |  |  |  |  |  |  |  |  |  |  |  |  |  |  |  |  |  |  |  |
|  |  |  |  |  |  |  |  |  |  |  |  |  |  |  |  | Mary Ingalls (1865–1928) | Mary Ingalls (1865–1928) | Mary Ingalls (1865–1928) | Mary Ingalls (1865–1928) | Mary Ingalls (1865–1928) | Mary Ingalls (1865–1928) |  |  | Laura Ingalls (1867–1957) | Laura Ingalls (1867–1957) | Laura Ingalls (1867–1957)   | Laura Ingalls (1867–1957)   | Laura Ingalls (1867–1957)   | Laura Ingalls (1867–1957)   |                             |                             | Carrie Ingalls (1870–1946) | Carrie Ingalls (1870–1946) | Carrie Ingalls (1870–1946) | Carrie Ingalls (1870–1946) | Carrie Ingalls (1870–1946) | Carrie Ingalls (1870–1946) |                             |                             | Freddy Ingalls (1875–1876)  | Freddy Ingalls (1875–1876)  | Freddy Ingalls (1875–1876)  | Freddy Ingalls (1875–1876)  | Freddy Ingalls (1875–1876) | Freddy Ingalls (1875–1876) |  |  | Grace Ingalls (1877–1941) | Grace Ingalls (1877–1941) | Grace Ingalls (1877–1941) | Grace Ingalls (1877–1941) | Grace Ingalls (1877–1941) | Grace Ingalls (1877–1941) |  |  |  |  |  |  |  |  |  |  |  |  |  |  |  |  |  |  |  |  |  |  |  |  |  |  |  |  |  |  |  |  |  |  |  |  |  |  |  |  |  |  |  |  |  |  |  |  |  |  |  |  |  |  |  |  |  |  |  |  |
|  |  |  |  |  |  |  |  |  |  |  |  |  |  |  |  | Mary Ingalls (1865–1928) | Mary Ingalls (1865–1928) | Mary Ingalls (1865–1928) | Mary Ingalls (1865–1928) | Mary Ingalls (1865–1928) | Mary Ingalls (1865–1928) |  |  | Laura Ingalls (1867–1957) | Laura Ingalls (1867–1957) | Laura Ingalls (1867–1957)   | Laura Ingalls (1867–1957)   | Laura Ingalls (1867–1957)   | Laura Ingalls (1867–1957)   |                             |                             | Carrie Ingalls (1870–1946) | Carrie Ingalls (1870–1946) | Carrie Ingalls (1870–1946) | Carrie Ingalls (1870–1946) | Carrie Ingalls (1870–1946) | Carrie Ingalls (1870–1946) |                             |                             | Freddy Ingalls (1875–1876)  | Freddy Ingalls (1875–1876)  | Freddy Ingalls (1875–1876)  | Freddy Ingalls (1875–1876)  | Freddy Ingalls (1875–1876) | Freddy Ingalls (1875–1876) |  |  | Grace Ingalls (1877–1941) | Grace Ingalls (1877–1941) | Grace Ingalls (1877–1941) | Grace Ingalls (1877–1941) | Grace Ingalls (1877–1941) | Grace Ingalls (1877–1941) |  |  |  |  |  |  |  |  |  |  |  |  |  |  |  |  |  |  |  |  |  |  |  |  |  |  |  |  |  |  |  |  |  |  |  |  |  |  |  |  |  |  |  |  |  |  |  |  |  |  |  |  |  |  |  |  |  |  |  |  |

## Postać literacka i filmowa
Cykl "Domek na prerii" nie jest pełną autobiografią, lecz fikcją literacką, z licznymi (większością) elementami autobiograficznymi. Z tego powodu, jego bohaterów uznaje się za postacie fikcyjne, choć inspirowane rzeczywistością.
Seria była wielokrotnie filmowana, a role Carrie Ingalls odtwarzały odpowiednio :
- 1974–1984: Domek na prerii + towarzyszące mu filmy – bliźniaczki Lindsay i Sidney Greenbush,
- 1975–1976: Laura, The Prairie Girl – Yoneko Matsukane (głos),
- 2000: Historia z domku na prerii – Haley McCormick.

Postać Carrie Ingalls jest od początku obecna w książkach oraz serialu "Domek na prerii" (1974-84), podczas gdy faktycznie urodziła się ona dopiero pod koniec pobytu w Kansas (tom drugi cylku oraz film pilotowy serialu). Zasada ta zachowana została również w japońskiej kreskówce. Tymczasem, wbrew temu, co ukazano w książkach, autentyczną kolejność zachowano w filmie Historia domku na prerii (co widać we wspomnieniach Laury Ingalls w drugiej części filmu) oraz w miniserialu z 2005 roku.